# Flete House
Flete House est une maison de campagne classée Grade I à Holbeton, dans la région de South Hams du Devon, en Angleterre.

## Histoire
Avec des racines à l'époque saxonne, le manoir de Flete est détenu par la famille Damarell de 1066 jusqu'à l'époque d'Édouard III. La partie la plus ancienne de la maison date du XVIe siècle et est substantiellement reconstruite vers 1620 pour Charles Hele. La famille Hele conserve la maison jusqu'en 1716, date à laquelle le domaine passe aux Bulteels. Des ajouts sont faits à la maison au début et à la fin du XVIIIe siècle. La maison est fortement remodelée dans le style gothique en 1835 par John Crocker Bulteel, qui efface le travail classique du début et de la fin du XVIIIe siècle et ajoute des créneaux.
En 1878, l'architecte Richard Norman Shaw entreprend d'importants travaux de construction pour Henry Bingham Mildmay, remodelant et agrandissant la maison, tout en conservant la maison du XVIe/XVIIe siècle au sud-ouest.
Flete House est utilisée par la ville de Plymouth comme maternité pendant et après la Seconde Guerre mondiale. Au début de la guerre, le domaine est entre les mains de Mildmay de Flete. Le premier bébé est né le 14 juillet 1941 et à la fin de 1941, il y avait eu 124 autres naissances. Lord Mildmay réside au manoir jusqu'à sa mort en 1947.
Dave Hill du groupe pop Slade est l'un des bébés nés à la Maison, en 1946. L'hôpital ferme le 8 mai 1958, moins d'un mois après la naissance du dernier bébé, et la maison est rendue à la famille Mildmay en 1959.
En 1979, Flete House est utilisé comme lieu de tournage de la série télévisée Penmarric de la BBC. Plus récemment, la maison appartenait à la Country Houses Association jusqu'à ce qu'elle soit mise en liquidation en 2003,.